# Tropidonophis picturatus
Tropidonophis picturatus là một loài rắn trong họ Rắn nước. Loài này được Schlegel mô tả khoa học đầu tiên năm 1837.